# Will Keen
Will Keen est un acteur britannique né le 4 mars 1970 à Oxford en Angleterre.

## Biographie
Il est le père de Dafne Keen.

## Filmographie

### Cinéma
- 1996 : National Achievement Day : Tony de la brasserie
- 2006 : Love (et ses petits désastres) : David Williams
- 2012 : Love Song : Garcin
- 2015 : Docteur Frankenstein : le chirurgien
- 2016 : The Complete Walk: Julius Cesar
- 2018 : The Winter's Tale Live from Shakespeare's Globe : Leontes

### Télévision
- 1994 : Alleyn Mysteries : Ludovic (1 épisode)
- 1996-1997 : The Bill : Justin Guthrie et Charlie Roberts (2 épisodes)
- 2000 : Monsignor Renard : Jean-Paul Dufosse (1 épisode)
- 2004 : La Loi de Murphy : Anthony Brody (1 épisode)
- 2004 : When I'm Sixty-Four : le medecin
- 2005 : Inspecteur Barnaby : Pete Kubatski (1 épisode)
- 2005 : Holby City : Andy Brack (1 épisode)
- 2005 : Elizabeth I : Francis Bacon (2 épisodes)
- 2006 : The Impressionists : Paul Cézanne (3 épisodes)
- 2008 : The Colour of Magic : Ganmack Treehallett (2 épisodes)
- 2008 : Casulaty 1907 : Dr James Sequeira (3 épisodes)
- 2008 : Flics toujours : Ronnie Glazebrook (1 épisode)
- 2010-2015 : Foyle's War : Alan Deakin (2 épisodes)
- 2011 : The Man Who Crossed Hitler : Hans Frank
- 2011 : Garrow's Law : Fullerton (1 épisode)
- 2011-2012 : Silk : Michael Connolly (3 épisodes)
- 2012 : Titanic : Henry Wilde (4 épisodes)
- 2014 : Sherlock : Major Reed (1 épisode)
- 2014-2015 : The Refugees : Samuel (7 épisodes)
- 2015 : The Musketeers : Perales (4 épisodes)
- 2015 : Dans l'ombre des Tudors : Thomas Cranmer (5 épisodes)
- 2015 : The Scandalous Lady W : M. Bearcroft
- 2016-2017 : The Crown : Michael Adeane (15 épisodes)
- 2018 : Genius : Paul Rosenberg (2 épisodes)
- 2019-2022 : His Dark Materials : À la croisée des mondes : Père MacPhail
- 2024 : Le Seigneur des Anneaux : Les Anneaux de Pouvoir : Lord Belzagar